# Prinzenstraße 21 (Hannover)

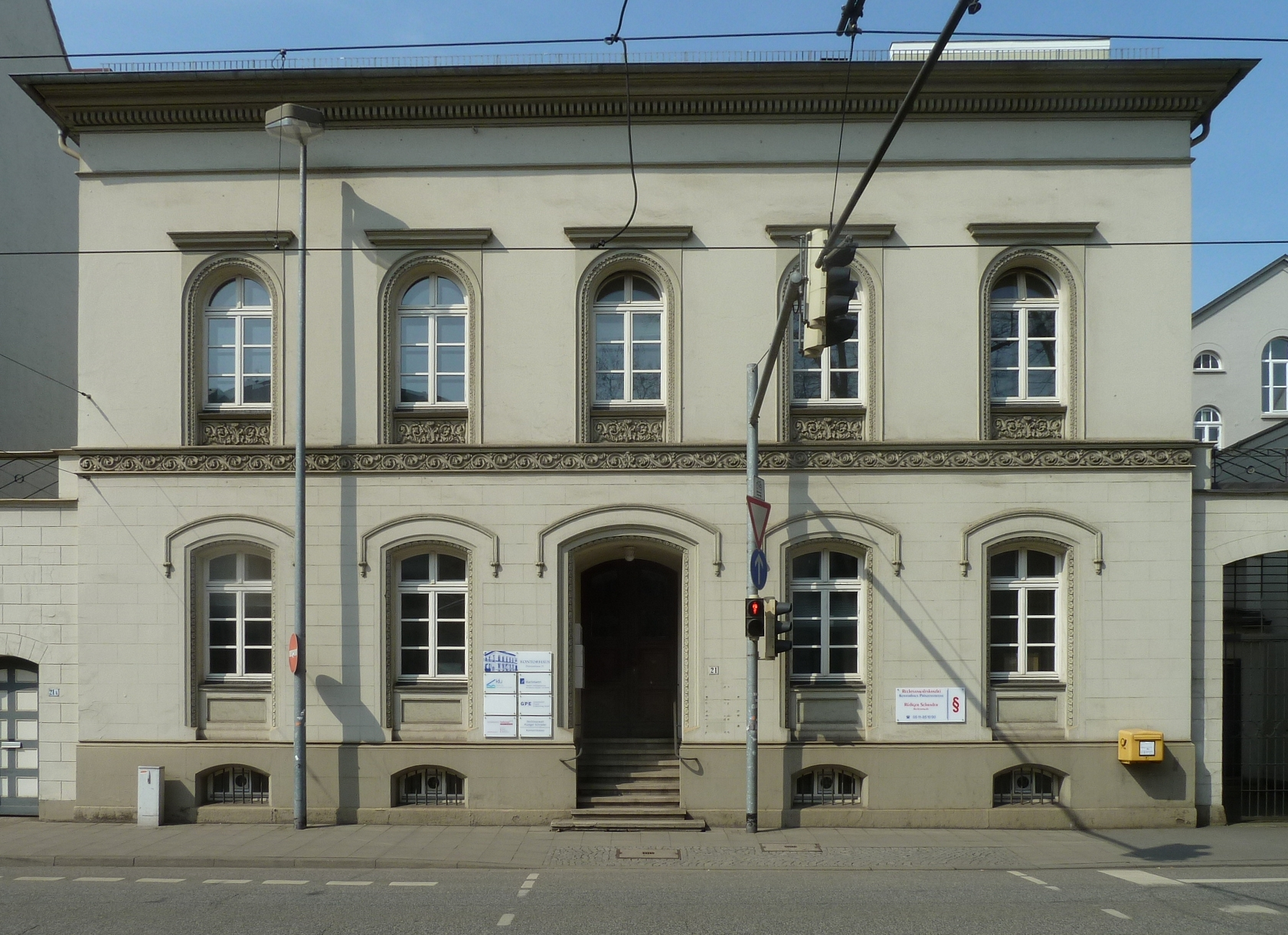
Das von Ernst Ebeling für den Generaldirektor Carl Albrecht bis 1848 errichtete Gebäude; hier im April 2012, die seitlichen Hofeinfahrten sind hier teilweise zu sehen

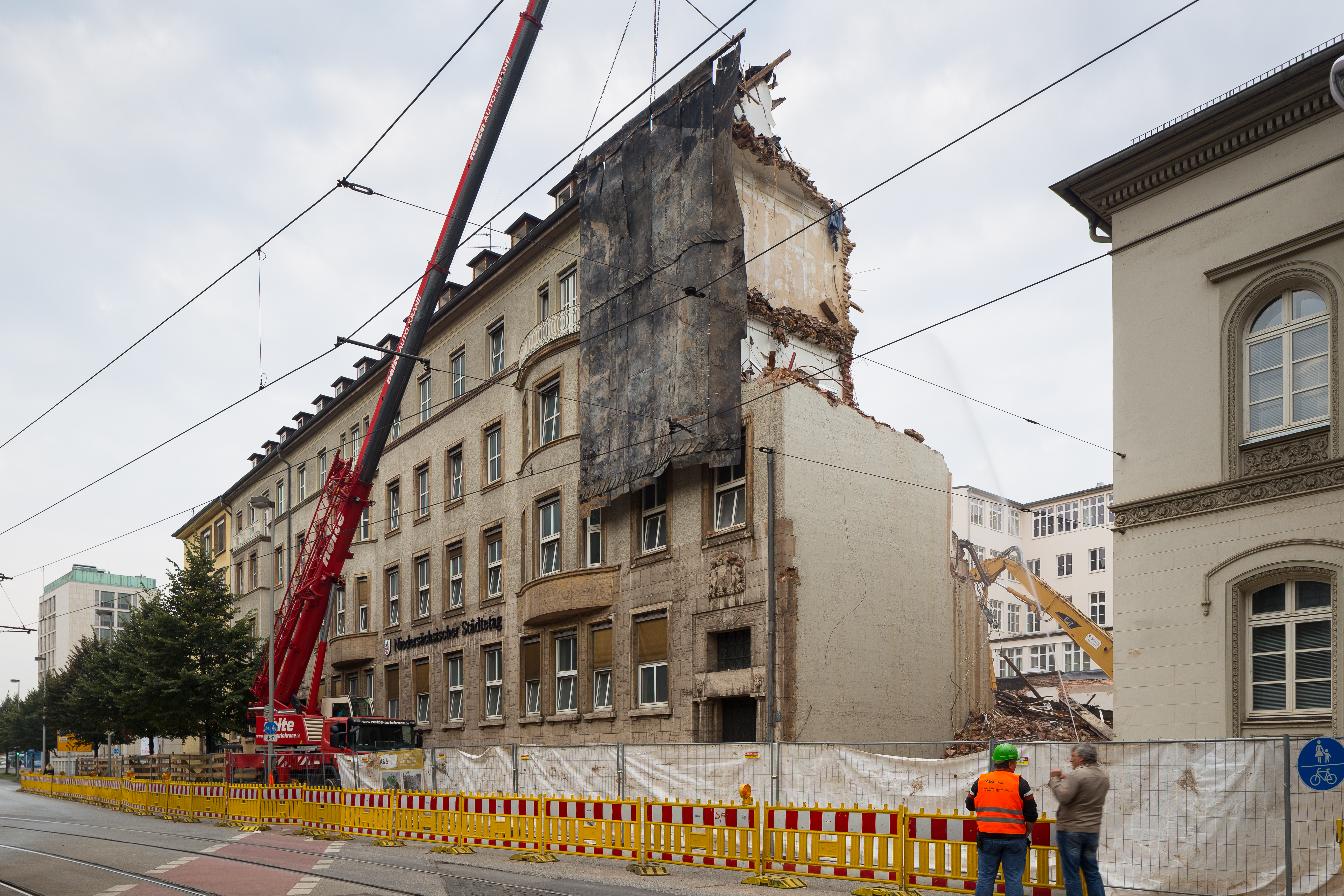
Abgebrochene Tordurchfahrt beim Abriss des benachbarten, ehemals jüdischen Bankhauses Caspar

Das Gebäude Prinzenstraße 21 in Hannover, Stadtteil Mitte, ist ein denkmalgeschütztes Bauwerk aus der ersten Hälfte des 19. Jahrhunderts. Am Rande der damaligen Residenzstadt errichtet, ist es das älteste erhaltene Wohngebäude der von dem Königlich Hannoverschen Baurat Georg Ludwig Friedrich Laves geplanten Ernst-August-Stadt. Das später als Bürogebäude genutzte Bauwerk ist das letzte der für die im Stil des Klassizismus errichteten Stadthäuser der (heutigen) Landeshauptstadt mit ihren seinerzeit typischen eingeschossigen – und oftmals mit begehbaren Balkonen ausgestatteten – Seitenflügeln mit Hofeinfahrten.

## Geschichte und Beschreibung
Nach der Erschließung der 1845 angelegten Prinzenstraße, die im Straßenraster östlich des seinerzeit neu angelegten Bankenviertels entstand und 1845 „vermutlich nach dem Prinzen Ernst August“ (1845–1923), dem späteren Herzog von Cumberland, benannt wurde, war dort vorrangig der Bau von Wohnhäusern vorgesehen. Dort errichtete der Architekt Ernst Ebeling in den Jahren 1847 bis 1848 das Wohnhaus Albrecht für den Königlichen Generaldirektor der Steuern, Carl Albrecht. Zwischen 1946 und 1954 hatte das 1946 als Vorläufer des Landeskriminalamtes Niedersachsen von der britischen Militärregierung eingerichtete „Regional Records Bureau“ seinen Sitz in dem Gebäude. Da sich die Mitarbeiterzahl Innerhalb weniger Jahre verdoppelte, entstand für die Behörde 1953 auf einem Grundstück am Welfenplatz ein Neubau, der 1954 bezogen wurde.
Der klar gegliederte, zweigeschossige kubische Putzbau mit seinen fünf (Fenster-)Achsen zeigt einen fein gegliederten und dem Klassizismus verhafteten Fassadenaufriss: Während die Segmentbogen im Hochparterre stabüberfangen wurden, weist das Obergeschoss Rundbogenfenster in rechteckigen Rahmungen auf. Das Zwischengesims und die Brüstungen sind ornamentiert, unter dem flachen Dach verläuft ein Zahnschnittgesims. Der symmetrische Kubus mit seinen renaissancistisch klassizistischen Formen wird seitlich von zwei Toreinfahrten flankiert.